# Głos z Litwy (1864)
«Głos z Litwy» (буквальный перевод «Голос из Литвы») — подпольная газета периода польского национального восстания 1863—1864 гг. Издавалась начиная с 20 января (1 февраля) по 20 марта (1 апреля)) 1864 года в Восточной Пруссии (Кёнигсберг, на номерах в качестве места издания указывалась Вильна), издавалась на польском языке под редакцией комиссара в Восточной Пруссии от повстанческого Национального правительства Петра Држевецкого. Всего вышло пять номеров. Газета являлась неофициальным органом виленского повстанческого центра, который выделял средства на её издание. В газете печаталась (без подписи) сообщения из Вильны, Минска, Дисненщины и других мест, публицистические статьи с оценкой текущего момента и международного положения, сведения о боевые действия повстанцев, документы, обличающие политику царских властей.
Инициатором издания газеты был Константин Калиновский, в сборе материалов и руководстве газетой принимал участие представитель Калиновского за рубежом Владислав Малаховский. Выход 1-го номера Калиновский приветствовал в своём «Письме из-под виселицы», первая часть которого является непосредственным обращением к редакции «И до нашего уголка долетела ваша газета, и мы её с вниманием прочитали, очень она всем понравилась, так как правда написана. Примите за это нашу благодарность, а письмо напечатайте …». По неизвестным причинам письмо не было напечатано (оно впервые было опубликовано лишь в 1867 г.), но, возможно, в газете были опубликованы другие материалы авторства Калиновского. В любом случае несомненно его влияние на идейное содержание газеты. В корреспонденции из Вильны от 7 (19) марта 1864 г. была высказана любимая идея Калиновского о праве на самостоятельное развитие всех народов бывшей Речи Посполитой и соответствующим равноправном статусе национальных языков этого региона «… мы хотим чтобы каждый язык развивался по собственной жизнеспособности и литовский, и белорусский, и малорусский, и польский».